# Paryż-Roubaix Femmes
Paryż-Roubaix Femmes– kobiecy jednodniowy wyścig kolarski rozgrywany corocznie od 2021. Od początku istnienia należy do cyklu UCI Women’s World Tour.
Oprócz wyścigu kobiecego rozgrywany jest również wyścig męski, należący do cyklu UCI World Tour.

## Zwycięzcy
Opracowano na podstawie:
| Rok  | Pierwsze             | Drugie        | Trzecie              |
| ---- | -------------------- | ------------- | -------------------- |
| 2021 | Lizzie Deignan       | Marianne Vos  | Elisa Longo Borghini |
| 2022 | Elisa Longo Borghini | Lotte Kopecky | Lucinda Brand        |
| 2023 | Alison Jackson       | Katia Ragusa  | Marthe Truyen        |
| 2024 | Lotte Kopecky        | Elisa Balsamo | Pfeiffer Georgi      |
| 2025 |                      |               |                      |